# لويس باراهونا
لويس باراهونا (بالإسبانية: Wilfredo Barahona) هو مدرب كرة قدم ولاعب كرة قدم هندوراسي، ولد في 31 يناير 1983 في El Negrito ‏ في هندوراس. شارك مع منتخب هندوراس لكرة القدم. أما مع النوادي، فقد لعب مع أتلاتيكو خولوما وريال إسبانيا.

## وصلات خارجية
- لويس باراهونا على موقع قاعدة بيانات كرة القدم.إي يو (الإنجليزية)
- لويس باراهونا على موقع ناشيونال فوتبول تيمز (الإنجليزية)